# 営団06系電車
営団06系電車（えいだん06けいでんしゃ）は、帝都高速度交通営団（営団）が設計・製造した通勤形電車である。2004年（平成16年）4月の営団民営化にともない、東京地下鉄（東京メトロ）に継承された。

## 概要
1993年（平成5年）3月のダイヤ改正で実施された千代田線輸送力増強の際、営団受け持ちの車両運用が1本増加することになった。ただし、6000系は量産車の登場から約20年が経過していたため、同系列の増備ではなく新設計の車両を製造することとなった。
設計にあたっては「Gentle & Mild」をメインテーマとし、列車に関わる全ての人と環境にやさしくあるよう設計した。人とは「乗客、乗務員、検修員、製造作業員」を、環境とは「車内居住環境（音・光・空調など）、社会環境（振動・騒音・リサイクル）」のことを表している。これは、21世紀を目指した車両は「人と環境に心を配り、おだやかで上品であること」を必要としたためである 。このメインテーマを元にして、外観・内装・機器などを一貫した設計を実施した。
同時期に落成した東京メトロ有楽町線の07系とは基本設計を共通としている。この頃は営団各線で旧世代系列の車両交代が盛んだったため、本系列と類似の仕様を搭載した0x系シリーズの新車が他の営団線にも大量に製造・投入された。製造費用は14億1,063万6,000円である。

## 車両概説

### 車体
外観デザインは「おだやかで、上品な中にやさしさを持ち、長くお客様に親しまれること」をデザインコンセプトにした。車体はアルミニウム合金製で、01系以来となる大形押出形材を組み合わせた工法で製作されている。外観には千代田線のラインカラーである「グリーン」に、白とパープルの細いラインを組み合わせ、「おだやかで落ちついた感じ」をイメージさせた。
前面は約14度の後退角を付け、全体的に丸みを帯びた形状とし、フロントガラスは側面にまで周りこませた曲面ガラスとした。車両側面では屋根を高くし、いわゆる張り上げ屋根タイプとした。先頭車前面下部には排障器（スカート）を装着する。また、地下鉄線内におけるプラグドア式非常口と非常階段が設けられている。
全長を20m程度に収めて、さらに運転室を従来車よりも広く確保するために、車内の座席定員配置を6000系の「3・7・7・7・3」ではなく「4・6・7・6・4」とした。そのため、先頭車では4人がけ座席に相当する部分が運転室のスペースとなり、先頭車では全長は20m より7cm だけ長くなった。後年に車両間転落防止幌が設置された。

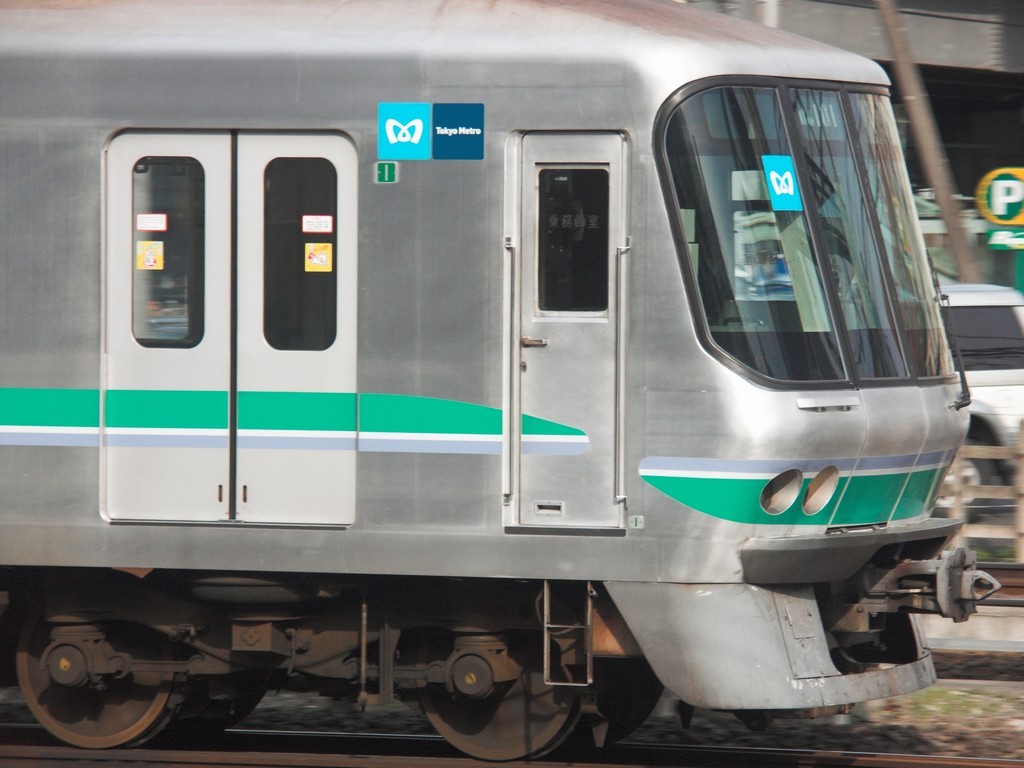
丸みを帯びた先頭形状

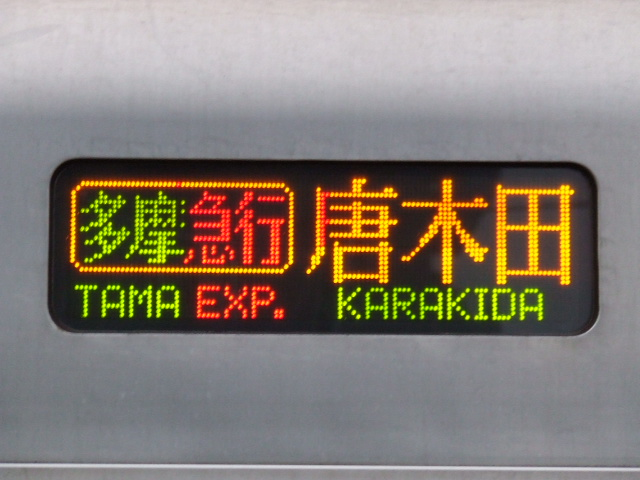
LED式種別行先案内板

前面と側面の行先表示器はLED式である。さらに小田急線内における優等列車での使用のために通過標識灯を設置していたが、1998年（平成10年）4月に同線での使用が停止された。
冷房装置は集中式とし、外観では端部にFRP製のカバーを取り付け、丸みを帯びた形状とした。装置は日立製作所製の外気導入形インバータ制御方式（FTUR300-206形）で、能力は48.84 kW (42,000 kcal/h) である。インバータ制御方式とすることで、きめ細かな温度制御や省エネルギー効果を高めている。空調運転モードは「冷房」・「暖房」・「除湿」・「全自動」・「送風」があり、全自動では内蔵のカレンダー機能や車内外の気温に応じて、冷房・暖房・除湿から自動選択されるものである。車内の冷房風道はラインフローファン方式を採用し、補助送風機（ラインデリア）は先頭車に9台、中間車に10台を設置している。

### 内装
内装は千代田線沿線の日暮里・千代田・赤坂・神宮前といった歴史ある格式高い街のイメージから日本庭園をイメージさせる和風のデザインとした。デザインコンセプトは07系では「上品で活気あふれる雰囲気」を目指したが、本系列では「おだやかで落ち着いた雰囲気」をめざした。
化粧板は和紙をイメージした香色のものとし、落ち着いた雰囲気を目指した（「香遊」柄）。床敷物は日本庭園の「そよ風に鳴る松の葉音」イメージした「松籟（しょうらい）」柄と称するもので、外側を浅紫色の砂目模様、中央部は「松葉」を浅紫色と利休鼠色で表現した。
車両の屋根曲線の改良や空調ダクトの扁平化など工夫をすることで、天井高さ 2,230 mm とし、従来車両よりも 88 mm 高くした。さらに袖仕切の握り棒は車外に向かって広がるようにし、圧迫感を減らすようにした。
座席表地は山藍色（エメラルド色系）を基調に、細かな砂目模様の入ったもので、「風流樹（かぜりゅうじゅ）」柄と称する。1人分の着座幅を従来の 430mmから450mmに拡大し、バケットシートを採用した。袖仕切部の仕切パイプ（サイドバー）には腰掛と同じモケットを貼り付けしている。2012年には座席間のスタンションポールが増設された。網棚はステンレス線を格子状に溶接したものを使用している。
座席配置の関係で扉間隔が異なり、側窓もすべて大きさが異なる。ガラスはピラーによる分割はなく見通しのよい1枚窓とされ、6人掛座席部の窓のみが開閉する（それ以外は固定窓）。カーテンも幅の広いものとなるが、座席端でも操作しやすいようフリーストップ式を採用している。なお、優先席部は青色の座席であり、この付近のつり革はオレンジ色のものに交換されているが、一般席部のつり革は白色のままである。
車内の写真

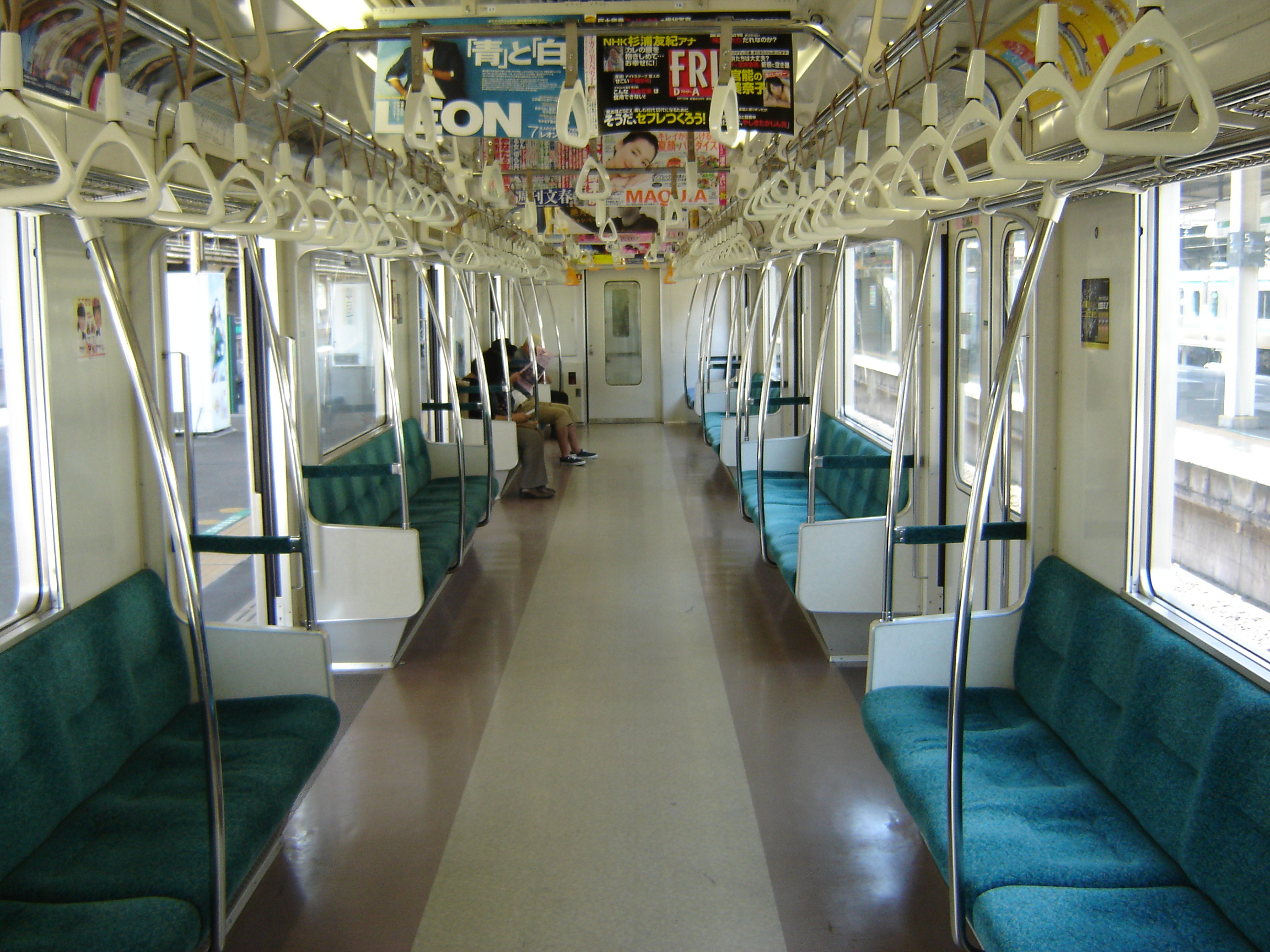
車内
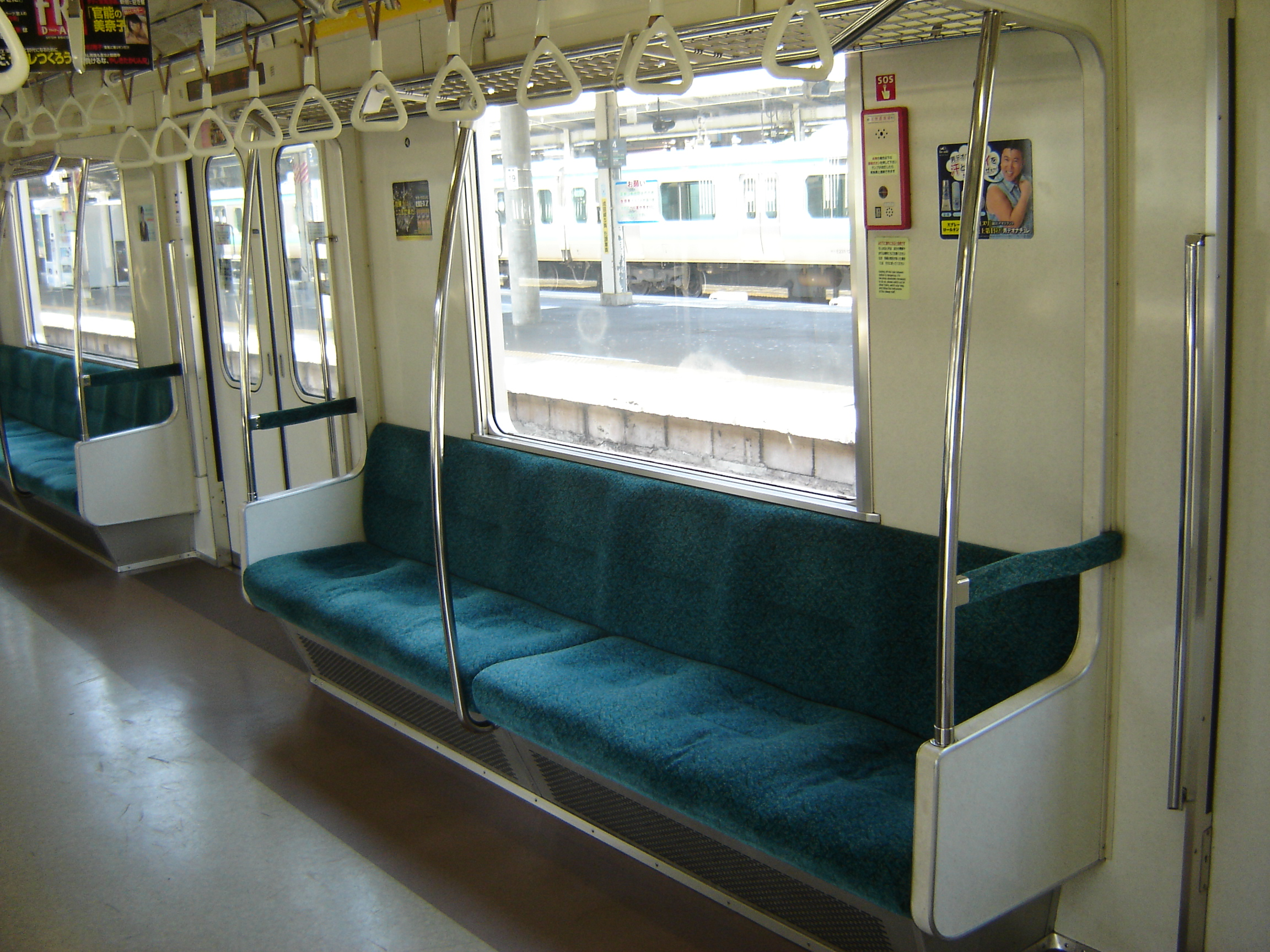
普通席（6人がけ）
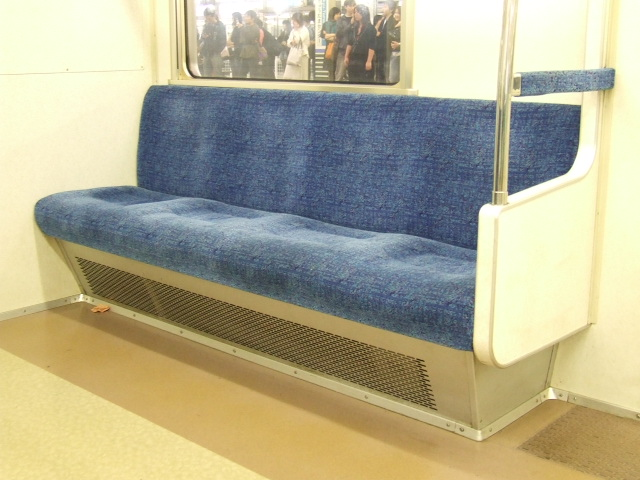
優先席（4人がけ）
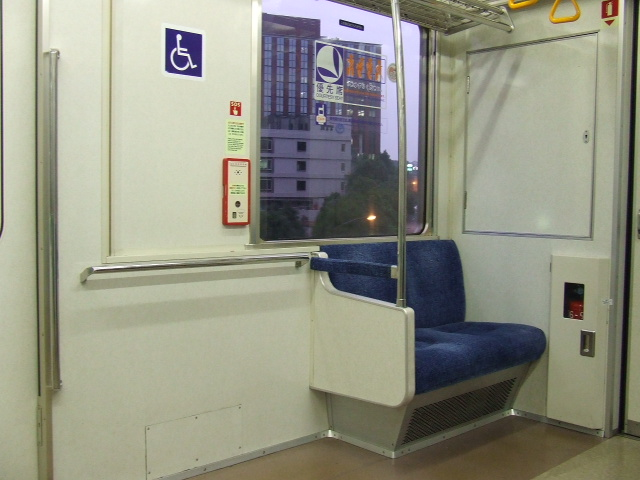
車椅子スペースおよび優先席 （2人がけ）
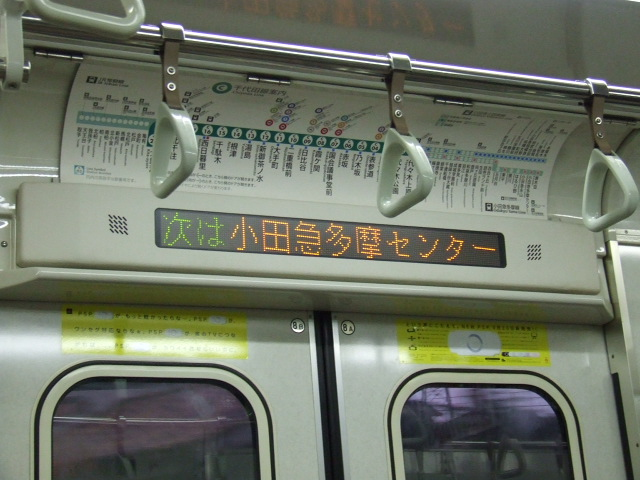
LED式車内案内表示器
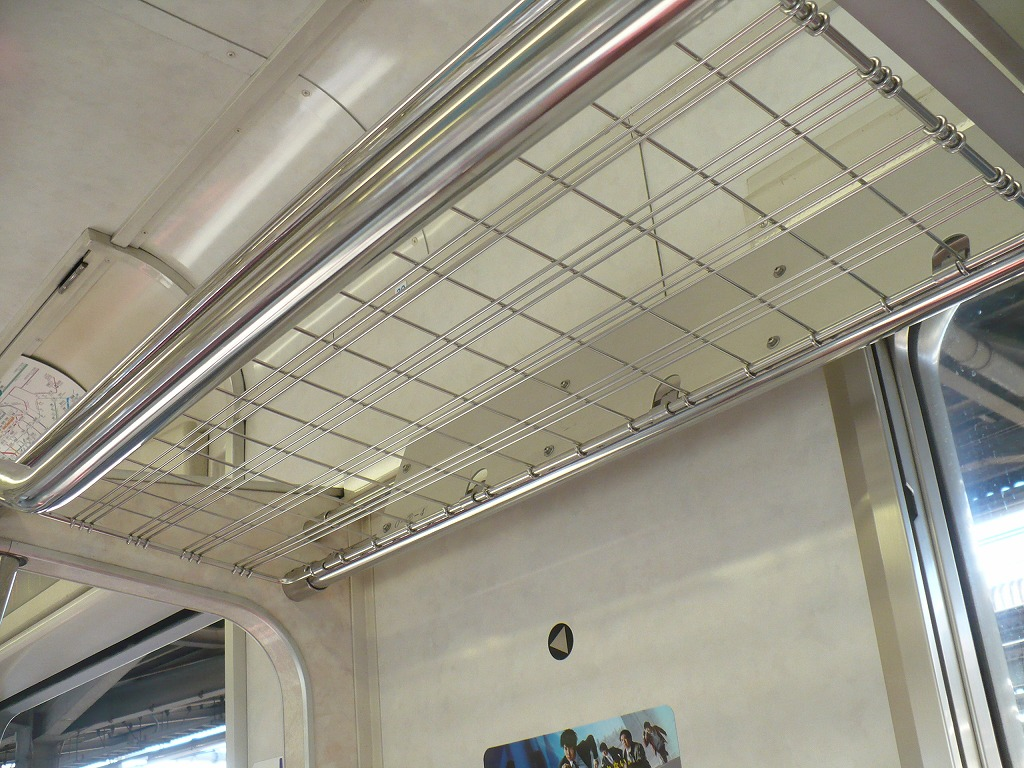
ステンレス線を組んだ網棚 （07系の同一品）

本系列では千代田線を走行する車両では初めて車椅子スペースを設置し、車椅子での乗降を考慮して車両床面は6000系の 1,200 mm よりも 50 mm 低い 1,150mm とし、さらに連結面通路幅は 900mm に拡大した。この車椅子スペースは編成中の2号車と9号車に設置され、このスペースには安全手すり、乗務員と通話可能な非常通報装置が用意されている。
客用ドアの窓ガラスは複層ガラスを採用し、各車端部にある連結間貫通扉はガラスが下方向に拡大されたものとなった他、妻面窓は廃止された。
2007年（平成19年）頃には当時新製が進んでいた有楽町線・副都心線向けの10000系と同じく号車札や非常用コック、非常通報器、消火器札などの表記類を蓄光性のシールに変更を実施した。
LED式車内案内表示器（16×16ドットで1文字を表示、11枚ある。16×176ドットで構成）を各客用ドア上部に装備し、次駅および乗り換え案内などの表示が可能になった。表示器は端が丸みを帯びた形状であり、ドアチャイムも鳴動する。この他に自動放送装置を搭載しており、6000系と同様に千代田線と小田急線内で使用されている。車外案内用には車外スピーカーが設置されており、車掌による車外放送や押しボタン操作による「ドアが閉まります。手荷物をお引き下さい」のアナウンスが2回流れる乗降促進放送が操作できる。

### 乗務員室

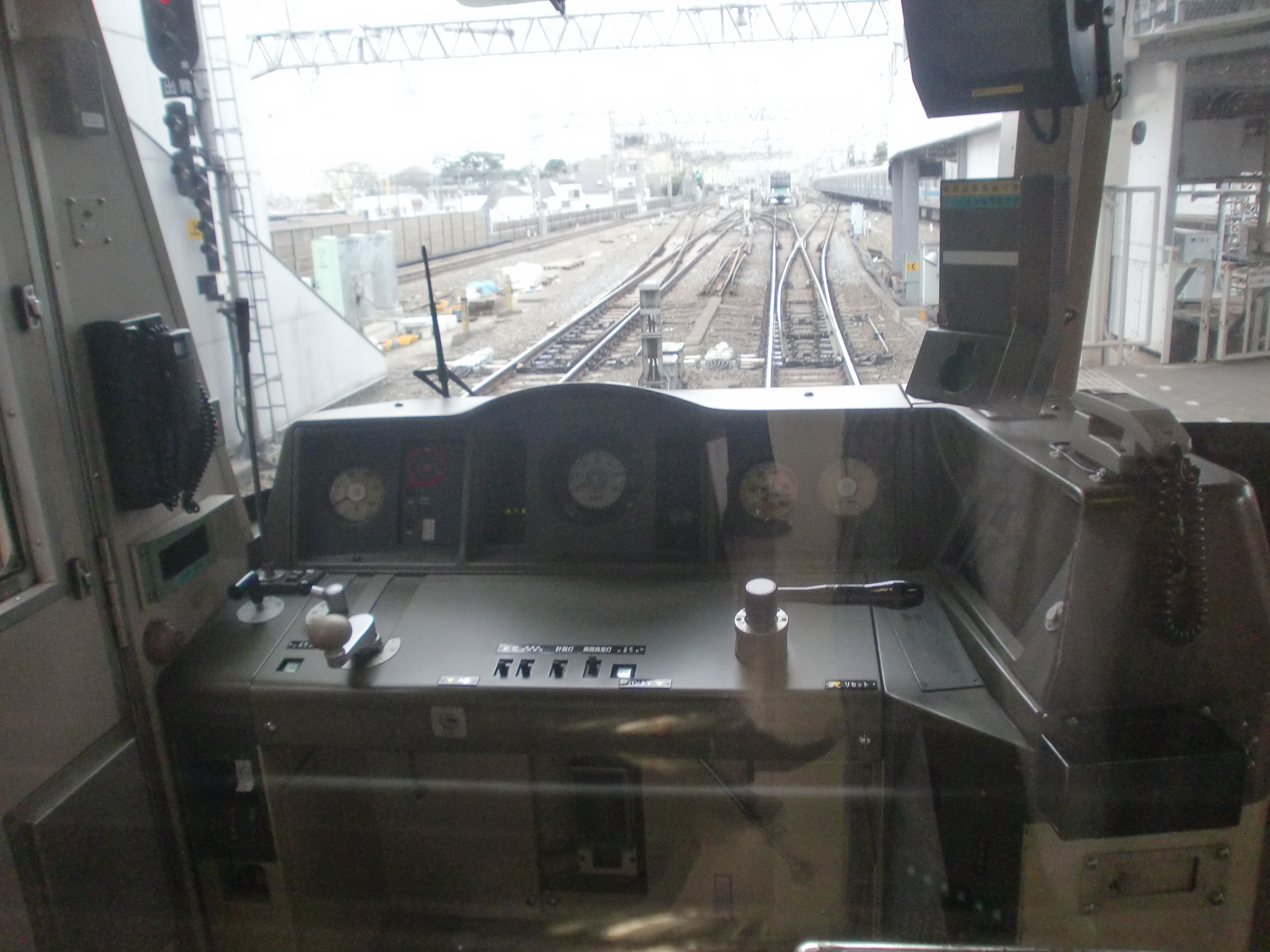
運転台

乗務員の操作性、居住性の向上と前方視野の拡大、客室からの眺望を配慮した機器形状、色彩とした。機器配置の関係から、奥行きは広く線路方向に約 1,900mm 確保されている。室内はアイボリー色の配色、運転台計器盤はダークグレーの配色である。
運転台は6000系と同様にマスコンハンドルとブレーキハンドルが個別に配置されているが、ブレーキハンドルは固定式である。速度計は 120 km/h 表示で、新CS-ATCに対応した白地で2針式のものである。運転台の右側には車両情報管理装置 (TIS) のモニター画面があり、乗り入れ先の機器などが多い乗務員室機器を出来るだけ集約してユニット化し、凹凸を減らした。
運転室と客室の仕切部には日比谷線用の03系と同様に運転台背後に大窓が1枚、客室から見て右側に窓入りの仕切扉がある。遮光幕は背面の大窓のみ設置されている。当初より大窓はややスモークの入ったガラスを使用している。仕切扉窓は当初は透明であったが、フロントガラスへの反射が大きいのでこちらも後年にスモークの入ったガラスとなった。

### 機器類
同時期に設計・製造された07系と基本的な性能は共通で、設計最高速度 110km/h 、起動加速度 3.3km/h/s である。ただし減速度は07系と異なり、常用 3.7km/h/s・非常 4.7km/h/s である。
主回路は東芝製のVVVFインバータ制御であるが、制御素子には日本の鉄道車両で初めてIGBT（素子耐圧 1,500 V - 600 A）が採用された。1基の制御装置に対して1個の主電動機を駆動する（1C1M制御）3レベル方式である。
10両編成のうち4両が205kW主電動機を4基搭載する動力車 (M) 、6両が付随車 (T) のMT比 4M6T ながら、6M4T の6000系と同等の性能を確保している。歯車比は 7.79 と高めに設定されている。また、万が一1個の主電動機が故障しても、1C1M制御であるために性能の低下を防ぐことが出来る。
この制御装置の採用にあたっては東西線用の05系において1992年（平成4年）5月から7月にかけて東芝・三菱・日立の順番でIGBT素子によるVVVFインバータ装置を取り付け、実車走行試験を実施した。この走行試験結果を受けて本形式の採用に至った。
床下機器の写真

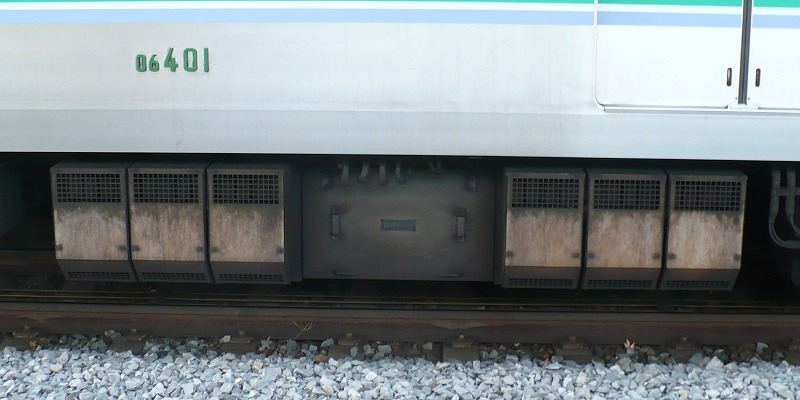
06系の東芝製VVVFインバータ装置 （SVF009-A0形）
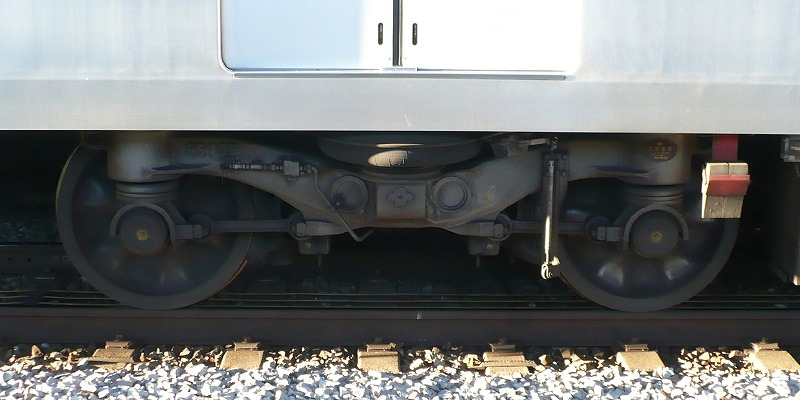
06系の動力台車、SS-135形
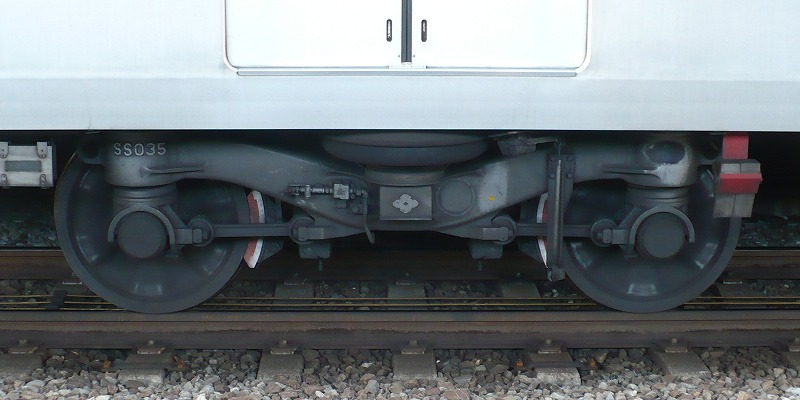
06系の付随台車、SS-035形
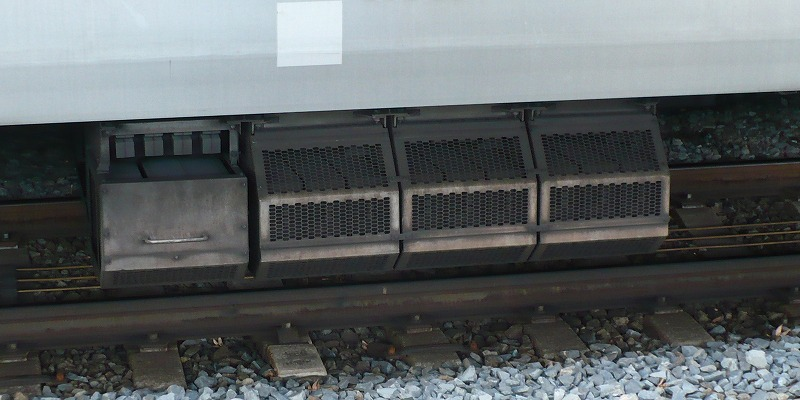
06系の補助電源装置 三菱電機製DC-DCコンバータ （170kW出力・TN-AA170A形）

集電装置は6000系と同様の菱形パンタグラフだが、本形式では車体屋根を高くしたため、折りたたみ高さを 400 mm から 330 mm に変更したPT4322S形パンタグラフを採用した。空気圧縮機 (CP) は03系で実績のある誘導電動機駆動のレシプロ式C-2500LB形を搭載する。
補助電源装置にはIGBT素子を使用した三菱電機製のDC-DCコンバータ（出力 170kW）を採用した。これは架線からの直流 1,500 V を直流 600 V に降圧するもので、これを空気圧縮機や冷房装置に供給する。そのほかの交流回路には静止形インバータ (SIV) や変圧器で単相交流 200 V・100 V に変換して使用する。直流回路には整流器により直流 100 V・24 V が出力される。
ブレーキ装置は回生ブレーキ併用の全電気指令式空気ブレーキとし、保安ブレーキ、降雪時に使用する対雪ブレーキを設置する。
ブレーキ制御には1両の電動車が自車を組めた2.5両分の回生ブレーキを負担する「1M1.5T新遅れ込め制御方式」を採用した。この新遅れ込め制御方式は、従来よりも回生ブレーキ性能の向上と制輪子減少を図れる新しい方式である。
台車は新たに設計したもので、営団地下鉄における次世代の標準台車を目指したものとして「曲線通過性能向上」「メンテナンス省力化」「軽量化・高粘着化」を設計の基本とした。これには住友金属工業製のモノリンク式軸箱支持方式ボルスタレス台車（動力台車はSS135形・付随台車はSS035形）を採用しており、基礎ブレーキにはユニットブレーキを使用している。
本系列においても03系以来となる車両制御情報管理装置（通称：TIS・Train Control Information Management System）を搭載している。これにより運転情報が集中管理され、乗務員の支援や検修時の効率的な運用を可能としている。さらに本系列においては車両間の伝送線に光ケーブルを採用し、マスコン指令や常用ブレーキ指令などの制御伝送機能を有している。運転台表示器はカラー液晶画面を採用するなど操作性の向上を図ったものとした。また、本系列で使用される装置は、三菱製の機器で称される「TIS」の名称が使用されているが、実際には日立製「ATI・Autonomous Train Integration」が搭載されている。
保安装置には当初よりCS-ATC装置（ATC-4型）を搭載し、小田急線用としてOM-ATSを搭載していた。1999年（平成11年）11月27日の千代田線新CS-ATC化を控えた同年9月30日付で、新CS-ATC（ATC-10型）対応工事が実施された。内容としてはATC車上装置の更新、速度計の双針式（黒針は速度現示用、赤針はATC過走防護信号 (ORP・Over Run Protector) の制限速度表示用）への交換などが施工された。2012年には小田急線用の新保安装置D-ATS-P装置の取り付けが行われている。

## 編成組成
|          | ← 唐木田・代々木上原綾瀬・取手 → |               |              |               |                |                |               |               |               |                |
| 号車     | 1                                | 2             | 3            | 4             | 5              | 6              | 7             | 8             | 9             | 10             |
| 形式     | 06-100形 (CT1)                   | 06-200形 (M1) | 06-300形 (T) | 06-400形 (M2) | 06-500形 (Tc1) | 06-600形 (Tc2) | 06-700形 (M3) | 06-800形 (T') | 06-900形 (M1) | 06-000形 (CT2) |
| 搭載機器 |                                  | VVVF,CP,BT    |              | VVVF,BT       | DDC            | DDC            | VVVF,CP       |               | VVVF,CP,BT    |                |
| 車両番号 | 06-101                           | 06-201        | 06-301       | 06-401        | 06-501         | 06-601         | 06-701        | 06-801        | 06-901        | 06-001         |

| 凡例 - VVVF：制御装置（1C1M4群） - DDC：補助電源装置（DC-DCコンバータ） - CP：空気圧縮機 - BT：蓄電池 |

## 本形式を用いた試験
2010年（平成22年）2月から営業運転を開始した丸ノ内線02系大規模改修工事車（直流600V用PMSM主回路システム実用車）に続いて、直流1,500 V 用PMSM主回路システムの実車試験が行われた。試験は、第7車両（06-701号車）に東芝製のPMSM主回路システム（VVVFインバータ装置、永久磁石同期電動機（出力205 kW）、断流器等）を艤装した。それ以外の電動車は、IM（誘導電動機）システムのままとした。実車試験は2010年（平成22年）6月30日 - 7月23日にかけて営業列車終了後に実施した。その後、本形式で使用したPMSM主回路システムは、若干の改良を加えることで後継車種の16000系で採用した。

## 運用
1992年（平成4年）12月に10両編成1本が落成し、営業運転は1993年3月18日から開始された。営業運行開始後しばらくは電動車比率の関係から小田急線には入線しなかったが、後に区別することなく6000系・16000系と共通で運用されるようになった。千代田線はその後も営団→東京メトロ受け持ちの車両運用数に変化がなく、2編成目以降が追加投入されることはなかった。
臨時列車では東京湾大華火祭等のイベント開催に際して、有楽町線に直通する列車に充当された。
その後、2010年（平成22年）から6000系の置き換え用として16000系が順次導入され、千代田線で運用される自社車両を16000系に統一するとともにホームドアの設置が決定し、千代田線のホームドアに対応できないことから、転用されることなく2015年（平成27年）8月8日（資料によっては9月22日）付で廃車・解体され、東京メトロとしては初の形式消滅となった。

## 付記
- 1993年3月14日には綾瀬検車区で試乗会と撮影会が実施された。試乗会には07系第02編成が使用され、事前応募の500人が参加して綾瀬検車区 - 湯島駅間を往復走行した。撮影会には本系列と07系第01編成が並べられ、試乗会の参加者を含めた事前応募から選ばれた1,000人が参加した。
- 落成当初は先頭車側面にロゴが貼られており、06-101側が営団地下鉄を意味する「TRTA[注 5]」、06-001側に「EIDAN」ロゴがそれぞれ貼られていたが[20]、営業運転開始前までに外されている。